# Toshirō Nomura
Toshirō Nomura (野村敏郎, Nomura Toshirō), né en 1954 à Tarumi, est un astronome amateur japonais ayant co-découvert treize astéroïdes.
L'astéroïde (6559) Nomura a été nommé en son honneur.
| (4106) Nada                                  | 6 mars 1989       | [1] |
| (4797) Ako                                   | 30 septembre 1989 | [1] |
| (5401) Minamioda                             | 6 mars 1989       | [1] |
| (5685) Sanenobufukui                         | 8 décembre 1990   | [1] |
| (5737) Itoh                                  | 30 septembre 1989 | [1] |
| (5872) Sugano                                | 30 septembre 1989 | [1] |
| (5881) Akashi                                | 27 septembre 1992 | [2] |
| (6155) Yokosugano                            | 11 novembre 1990  | [1] |
| (6557) Yokonomura                            | 11 novembre 1990  | [1] |
| (7178) Ikuookamoto                           | 11 novembre 1990  | [1] |
| (8892) Kakogawa                              | 11 septembre 1994 | [2] |
| (9580) Tarumi                                | 4 octobre 1989    | [1] |
| (10318) Sumaura                              | 15 octobre 1990   | [1] |
| 1. avec Kōyō Kawanishi 2. avec Matsuo Sugano |                   |     |